# Dance of the Vampires
Dance of the Vampires ist die US-amerikanische Version des deutschsprachigen Musicals Tanz der Vampire. Aufgrund der zahlreichen dramaturgischen Änderungen kann diese Version auch als eigenständige Musical-Show angesehen werden.

## Allgemeines
Das Stück lief vom 16. Oktober 2002 bis zum 25. Januar 2003 am Broadway in New York im Minskoff Theatre und wurde nach insgesamt 117 Vorstellungen, 61 davon waren sogenannte Previews, wieder abgesetzt.
Die Produzenten wollten lieber eine Neufassung des Musicals anstatt einer Adaption des Originals, darum engagierten sie den Komödienschreiber David Ives, der ein neues Script entwarf, das mehr Humor, Slapstick und Action enthielt.
Ganze Passagen des ursprünglichen Buches von Michael Kunze wurden gestrichen oder umgearbeitet, und am Ende sollte Michael Crawford, der Hauptdarsteller, nach eigenen Wünschen, eine dramatische Sterbeszene bekommen.
Crawford hatte angeblich einen Vertrag, der ihm künstlerische Freiheiten einräumte, so ist er wohl auch für einen großen Teil der Änderungen verantwortlich, vor allem da er die Figur des Grafen von Krolock nicht so düster anlegen wollte, da er nach seiner Darstellung als Phantom der Oper nicht erneut einen dunklen Charakter mit Umhang spielen wollte.

## Besetzung
| Original Besetzung                                      | Original Besetzung    |
| ------------------------------------------------------- | --------------------- |
| Count Giovanni von Krolock                              | Michael Crawford      |
| Sarah                                                   | Mandy Gonzalez        |
| Professor Abronsius                                     | René Auberjonois      |
| Alfred                                                  | Max von Essen         |
| Chagal                                                  | Ron Orbach            |
| Rebecca                                                 | Liz McCartney         |
| Magda                                                   | Leah Hocking          |
| Herbert                                                 | Asa Somers            |
| Boris                                                   | Mark Price            |
| Madame von Krolock                                      | Dame Edith Shorthouse |
| Nadja                                                   | E. Alyssa Claar       |
| Zsa-Zsa                                                 | Erin Leigh Peck       |
| Count von Krolock (Standby) / Prof. Abronsius (Standby) | Rob Evan              |

## Inhalt

### I. Akt
Transsylvanien im Jahre 1880, drei Tage vor Halloween. Sarah, die hübsche Wirtstochter, und ihre Freundinnen Nadja und Zsa-Zsa sammeln in einem dunklen Wald Pilze. Auf einer Lichtung, wo sich eine Kirchenruine befindet, legen sie eine Rast ein und Sarah stimmt, weil es bereits dämmert und ihre Begleiterinnen sich fürchten, ein Gebetslied an.
Das Lied wird jäh unterbrochen als plötzlich eine Horde Vampire aus dem Wald hervorbricht, Nadja und Zsa-Zsa verschleppt und einen wilden, zunächst hektischen, dann aber immer leidenschaftlicher und beschwörender werdenden Tanz aufführt. Am ekstatischen Höhepunkt des Reigens schießt unvermittelt ein gewaltiger, mit Eisenketten geschmückter, Sarkophag aus dem Waldboden. Diesem entsteigt der charismatische Count Giovanni von Krolock, der sich Sarah auf äußerst charmante Weise vorstellt und sie, anlässlich ihres bevorstehenden achtzehnten Geburtstages, mit schmeichelnden Worten zu seinem alljährlichen großen Mitternachtsball einlädt. Mit dem Versprechen wieder zu kommen, beißt er ihr kurz in den Hals und schenkt ihr einen Badeschwamm.
Im einzigen Gasthaus des Örtchens Lower Belabartockowich versammeln sich die Dorfbewohner um den Wirt Chagal, seine Frau Rebecca und die dralle Magd Magda um das 666. Knoblauchfestival zu feiern. Mitten in das bunte Treiben platzen die beiden ersten Fremden seit zwanzig Jahren: der internationale Vampirologe Professor Abronsius aus Heidelberg und sein getreues Faktotum Alfred. Gerade als der Professor sich nach einem Schloss in der Gegend erkundigt, bemerkt eine Frau den Sonnenuntergang, woraufhin sich die übrigen Dorfbewohner panisch in ihre Behausungen flüchten. Wie um Abronsius’ Verdacht zu bestätigen, betritt die unheimliche Madame von Krolock das Wirtshaus um rote Seide für ein Ballkleid zu kaufen. Während des kurzen Gespräches zwischen der Countess und Chagal hört Abronsius heraus, dass Sarah neulich sehr spät aus dem Wald zurückgekommen ist und sich seitdem sehr merkwürdig verhält. Nach einem kurzen Flirt mit dem Professor verschwindet sie und er selbst offenbart den Grund seiner Anwesenheit: das Vernichten des letzten Meistervampirs, Count Giovanni von Krolock. Außerdem verlangt er Sarah zu sehen.
Alfred, der bereits vorangegangen ist, platzt in Sarahs Zimmer als diese gerade nackt in der Badewanne liegt und verliebt sich auf der Stelle in sie. Der Professor weist die bestürzten Umstehenden auf die Bissmale an ihrem Hals hin und bereitet sofort eine Bluttransfusion vor. Nachdem diese erfolgreich durchgeführt wurde, teilt Abronsius diverse Hilfsmittel gegen Vampire wie Knoblauch, Wolfswurz, schwarz-orangefarbenes Krepppapier und eine Kürbislaterne an Sarahs Eltern aus. Chagals wunderlichen Kellner Boris, der inzwischen unter von Krolocks Einfluss geraten ist, übergibt er einen Beutel voll Silbernägel, mit denen das Fenster versiegelt werden soll.
Während alle ihren Aufgaben nachgehen, bleibt Alfred bei der erwachenden Sarah. Beide verstehen sich auf Anhieb prächtig, doch bevor sich die aufkeimende Romantik verfestigen kann, kommt Chagal herein und schickt den jungen Studenten hinaus. Als er gerade Bretter vor das Fenster nageln will, reißt es jemand mitsamt Chagal mit übermenschlicher Kraft in die Dunkelheit hinaus. Count von Krolock erscheint nun und lädt Sarah erneut zu ihrem achtzehnten Geburtstag, der genau um Mitternacht an Halloween ist, zum Ball in sein Schloss ein und verspricht ihr dazu als Geschenk ein Rotes Seidenkleid und rote Samtstiefel.
Am nächsten Tag platzen einige Holzfäller mitten in eine von Abronsius’ feurigen Anti-Vampir-Ansprachen und bringen den steifgefrorenen Leichnam Chagals mit. Der Professor attestiert sofort Tod durch Vampirismus. Schon wieder bemerkt ein Dorfbewohner den Sonnenuntergang, worauf sich alle Hals über Kopf in Sicherheit bringen. Während Abronsius und Alfred ins Haus gehen, um Hammer und Pfahl zu holen, bleiben Rebecca und Magda bei dem Toten zurück, der, zum Vampir geworden, prompt aufwacht und, wie ein Wolf heulend, an Magdas Bein rammelt, ehe er johlend und lachend im Wald verschwindet. Abronsius nimmt sofort die Verfolgung auf während Alfred auf Sarah achtgeben soll. Diese überlegt gerade ob sie wirklich zum Schloss gehen soll oder nicht, als Madame von Krolock auftaucht und ihr die versprochenen roten Samtstiefel mit besten Grüßen vom Grafen überbringt.
Gerade als Sarah weglaufen will, kommt Alfred zu ihr heraus und gesteht ihr seine Liebe. Hin- und hergerissen schickt Sarah ihn unter einem Vorwand ins Haus zurück und läuft, ihre neuen roten Stiefel tragend und bereits vom Ball träumend, in Richtung Schloss Krolock davon. Als Abronsius von erfolgloser Jagd zurückkehrt, kann er die Dorfbewohner ermutigen, ihm und Alfred den Weg zum Schloss zu zeigen, wo der Graf Sarah bereits mit süßen Liebesbeteuerungen empfängt und ins Innere des unheimlichen Gebäudes führt.

### II. Akt
Sarah wandert ruhelos durch das gewaltige Schloss, bis sie in der großen Halle auf Count von Krolock trifft. Sie kommen einander unwahrscheinlich nahe, doch wendet er sich in letzter Sekunde ab und hebt sich den ersehnten „wirklichen Biss“ für den Mitternachtsball auf.
Inzwischen ist es Abronsius und Alfred gelungen, in das Gemäuer einzudringen. In der Bibliothek, in der sich jedes jemals geschriebene Buch befindet, stoßen sie auf den Grafen, der sich als Bewunderer des Professors ausgibt und einige zweideutige Späße mit Alfred treibt, der sich so gar nicht für einen phallusförmigen Badeschwamm erwärmen lassen möchte. Auch von den Flirtversuchen Herberts, des homosexuellen Sohn des Grafen, ist er eher verschreckt als verzückt.
Später, in dem pompösen Gästezimmer, das man den beiden zugewiesen hat, wird Alfred von schrecklichen Alpträumen geplagt, in denen er Sarah, nach erbittertem Kampf schließlich an den Grafen und seine blutsaugenden Horden verliert.
Die letzten Stunden des fast völlig verschlafenen Tages nutzen Abronsius und Alfred, um nach der Gruft zu suchen. Nach endlosem Herumirren entdecken sie das finstere Gewölbe, doch statt von Krolock, liegt Chagal im gräflichen Sarkophag. Bevor sie ihm aber den Garaus machen können, platzen Rebecca und Magda herein. Rebecca besteht als Ehefrau darauf, selbst den Pfahl in sein Herz zu treiben. Alfred, dicht gefolgt von Abronsius, nutzt die Gelegenheit, um nach Sarah zu suchen, deren Stimme er gehört zu haben glaubt. Inzwischen aber ist Chagal aufgewacht und hat Rebecca und Magda ausgesaugt und ebenfalls zu Vampiren gemacht, ehe er sich mit ihnen, ein Don’t-disturb!-Schild aufhängend, wieder in den Sarg zurückzieht.
Alfred ist der Stimme gefolgt und landet prompt in Herberts Zimmer, der absolut verzückt ist und bereits Weinpokale und Handschellen bereitlegt. Der junge Student weiß sich nicht anders vor den Avancen des liebestollen Vampirs zu schützen, als ihm einen Folianten zwischen die Zähne zu schieben, gerade als dieser zubeißen will.
Letztlich findet Alfred Sarah doch noch. Sie aber weigert sich zu gehen, da sie bereits berauscht ist von dem Gedanken, auf dem Ball der Mittelpunkt der allgemeinen Aufmerksamkeit- und insbesondere der des Grafen zu sein. Der Professor taucht auf und ruft ihn nach draußen, wo er eine entsetzliche Entdeckung gemacht hat. Aus den Gräbern auf dem Schlossfriedhof erheben sich nach und nach die Vampire und wanken, ihre steifen Glieder reckend, in Richtung Ballsaal davon. Abronsius ist noch immer erschüttert und weiht Alfred in das Geheimnis einer alten Prophezeiung ein: „Wenn eine Jungfrau sich an ihrem achtzehnten Geburtstag, der sich zu Mitternacht an Halloween im Jahr 1880something ereignet, freiwillig von einem Vampir beißen lässt, so würden diese fortan auch bei Tage umgehen können und die Weltherrschaft erringen.“ Da taucht der Graf persönlich auf, um die unliebsamen Gäste zu beseitigen, kann aber mithilfe eines Kruzifixes zurückgedrängt werden. Nachdem der Professor ihn beschwört, Sarah zu verschonen, spaziert Count von Krolock in Melancholie versunken über den Friedhof und erinnert sich an die zahlreichen Opfer seines „unstillbaren Hungers“.
Auf dem Ball mischen sich Abronsius und Alfred in Verkleidung unter die ein Menuett tanzenden Gäste. Auf dem Höhepunkt des Abends erscheint der Graf und präsentiert Sarah, die er, nachdem er einige Autogramme verteilt hat, publikumswirksam in den freiwillig dargebotenen Hals beißt. Alfred und der Professor stürmen nun nach vorn und drängen die Blutsauger mit einem, aus zwei Kerzen improvisierten, Kreuz zurück. Von Krolock gelingt es noch, Alfred zu packen und in die geifernde Meute zu stoßen, doch diesen Moment der Ablenkung nutzt Abronsius, um das Fenster oben am Ende der großen Treppe zu zerschlagen. In den Strahlen der inzwischen aufgegangenen Sonne löst sich Count von Krolock, mit wahnsinnigem Gelächter, in Rauch auf.
Den beiden Vampirjägern ist zusammen mit Sarah die Flucht gelungen. Sie ist jedoch sehr schwach und benötigt so rasch wie möglich eine Bluttransfusion. Während der Professor zum Wirtshaus läuft, um seinen Transfusionsapparat zu holen, sinkt sich das junge Paar in die Arme. Doch Alfreds Erleichterung wandelt sich zu Entsetzen, als Sarah ihm plötzlich um den Hals fällt und ihn beißt.
Hundert Jahre später auf dem New Yorker Broadway. Eine Gruppe Vampire, unter ihnen auch Chagal, Rebecca, Magda, Herbert und Sarahs Freundinnen Nadja und Zsa-Zsa, tanzen, zwischen Werbeplakaten für Webbers Musical Bats und die Musikgruppe „The Rolling Bones“ über den hell erleuchteten Times Square. Die Vampire haben ihr Ziel erreicht und beherrschen die Welt.

## Songs
| I. Akt 1. Ouvertüre 2. Angels Arise (Kein dt. Titel!) Sarah/Nadja/Zsa-Zsa 3. God Has Left The Building (Kein dt. Titel!) Ensemble 4. Original Sin (Gott ist Tot) Von Krolock 5. Garlic (Knoblauch) Chagal/Rebecca/Magda/Ensemble 6. Logic (Wahrheit) Abronsius/Alfred/Chagal/Rebecca/Magda 7. There’s Never Been a Night Like This (Nie geseh’n) Sarah/Alfred/Chagal/Rebecca/Magda 8. Don’t Leave Daddy (Eine schöne Tochter ist ein Segen) Chagal 9. A Good Nightmare & Invitation to the Ball (Kein dt. Titel! & Einladung zum Ball) Von Krolock 10. Death Is Such an Odd Thing (Tot zu sein ist komisch) Rebecca/Magda 11. Braver Than We Are (Draußen ist Freiheit) Sarah/Alfred 12. Say a Prayer (Das Gebet) Sarah/Alfred/Rebecca/Magda/Ensemble 13. Come With Me (Vor dem Schloss) Von Krolock | II. Akt 1. Entr’Acte 2. Vampires in Love (Totale Finsternis) Von Krolock/Sarah 3. Books (Bücher, Bücher) Von Krolock/Abronsius 4. Seize the Night (Fühl die Nacht!) Boris/Ensemble 5. For Sarah (Für Sarah) Alfred 6. Death Is Such an Odd Thing – Reprise (Tot zu sein ist komisch – Reprise) Chagal/Rebecca/Magda 7. When Love Is Inside You (Wenn Liebe in Dir ist) Alfred/Herbert 8. Eternity (Ewigkeit) Ensemble 9. Confessions of a Vampire (Die unstillbare Gier) Von Krolock 10. The Ball (Tanzsaal) Von Krolock/Sarah/Ensemble 11. Braver Than We Are – Reprise (Draußen ist Freiheit – Reprise) Sarah/Alfred 12. The Dance of the Vampires (Der Tanz der Vampire) Sarah/Magda/Herbert/Ensemble |

## Sonstiges
- Michael Kunze erklärte den grandiosen Flop von Dance of The Vampires damit, dass das Stück keine Transformation in eine reine Komödie zulässt, da sich Sarah zum Beispiel wirklich in den Grafen verlieben muss und dies nicht möglich ist, wenn dieser nur noch ein Komiker ist.Quellenbeleg fehlt! Kunze erklärte in einem Interview: „Tanz der Vampire funktionierte nicht mehr, weil die Macher es umgeschrieben, die Struktur des Stückes zerstört haben. [....] Ich hatte keinen Einfluss. Die Kritik verriss es zu Recht.“[1]

- Komponist Jim Steinman war über die massiven Änderungen so verärgert, dass er der Premiere fernblieb.

- Dance of the Vampires gehört mit rund zehn Millionen US-Dollar Produktionskosten zu den aufwändigsten beziehungsweise teuersten Inszenierungen des Broadway. Es ist auf Grund des ausgebliebenen Erfolges mit einem Verlust von etwa 17 Millionen US-Dollar auch der größte Flop der Broadway-Geschichte.

- Die aufwändigen Kostüme stammen von Ann Hould-Ward, die bereits die Kostüme für die Musical-Version von Disneys Die Schöne und das Biest kreiert hatte.

- Das detaillierte Bühnenbild stammt von David Gallo.

- Michael Crawford ließ sich im Laufe der Preview-Vorstellungen mehrere neue Kostüme anfertigen, da er meinte, er würde in den anderen zu dick aussehen.

- Crawford spielte in dem Musical eine Doppelrolle, unter dem Pseudonym „Dame Edith Shorthouse“ trat er auch als „Madame von Krolock“ auf.

- Professor Abronsius wurde von René Auberjonois dargestellt.

- Zweitbesetzung für Count von Krolock und Professor Abronsius war Rob Evan, während der gesamten Spielzeit des Musicals sprang er nur einmal für Michael Crawford ein.

- Der bucklige Diener des Grafen, Koukol, wurde gestrichen, stattdessen gab es einen Verrückten namens Boris.